# Ближнеконстантиново
Ближнеконстантиново — деревня в составе городского округа г. Нижнего Новгорода. 
Административно относится к Приокскому району города Нижнего Новгорода.

## История
Основана, вероятно, в XIV веке по указу Великого Суздальско-Нижегородского князя Константина Васильевича на месте разорённого монголами мордовского селения. Названа его именем. С момента основания и до XVIII века называлась «Константиново». Добавочное наименование «Ближнее» деревня получила для того, чтобы её можно было отличить от Дальнего Константинова, находящегося в 50 км от Нижнего Новгорода. 

## Достопримечательности
- Храм Казанской иконы Божией Матери. Церковь первоначально была воздвигнута деревянной, в 1801 году перестроенна в каменную тщанием помещика надворного советника Василия Федоровича Набережного и его супруги Марии Андреевны. В 1928 году храм был закрыт решением сельсовета. Богослужение возобновлено в 1997 году.[5]

## Население
| 2002 | 2010 |
| ---- | ---- |
| 328  | ↗347 |